# Nikola Ivanović
Nikola Ivanović (en serbio, Никола Ивановић, Podgorica, 19 de febrero de 1994) es un baloncestista montenegrino que pertenece a la plantilla del Pallacanestro Brescia de la Legua Basket Serie A. Con 1,90 metros de estatura, juega en la posición de base.

## Trayectoria deportiva

### Profesional
Comenzó a jugar al baloncesto en un club de su ciudad natal, el KK Joker Podgorica, de donde pasó a las categorías inferiores del KK Mornar Bar, con el que llegó al primer equipo, jugando una temporada en la Liga de los Balcanes, en la que promedió 11,3 puntos y 3,8 rebotes por partido.
En 2011 fue traspasado al principal club montenegrino, el KK Budućnost, con el que firmó su primer contrato profesional tras cumplir los 18 años de edad. En su primera temporada en el equipo promedió 6,9 puntos y 1,8 asistencias en el total de las competiciones que disputó.
En 2013 acabó en la décima posición en la votación por el Jugador Joven del Año Europeo de la FIBA, galardón que logró Jonas Valančiūnas. Jugó en el KK Budućnost hasta 2015, fecha en la que fichó por el KK Mega Leks serbio. En la Liga ABA promedió 13,4 puntos y 5,2 asistencias por partido. Ganó la Copa de Serbia ante el KK Partizan, siendo elegido mejor jugador de la competición.
El 14 de junio de 2016 firmó un contrato por tres temporadas con el AEK Atenas, pero tras un comienzo de la temporada en el que promedió 6,4 puntos y 3,2 asistencias por partido, en enero de 2017 fue cedido a la Orlandina Basket italiana hasta final de temporada, promediando 12,0 puntos y 3,5 asistencias por partido.
El 13 de septiembre de 2017 regresó al KK Budućnost de su país.
En la temporada 2021-22, firma por el Estrella Roja de la ABA Liga. Ese año gana la ABA League, la Serbian League, y la Serbian Cup.
[actualizar]
El 19 de junio de 2024 firmó con Germani Brescia de la Lega Basket Serie A italiana.

### Selección nacional
[actualizar]
Durante agosto y septiembre de 2023 fue integrante de la selección de Montenegro que participó en el Mundial de 2023 celebrado en Asia, y que finalizó en decimoprimer lugar.